# Пиелинен
Пи́елинен (фин. Pielinen) — озеро в Финляндии. Находится на территории области Северная Карелия.
Площадь водной поверхности — 894 км², но в зависимости от сезона уровень воды может колебаться. По площади водного зеркала озеро занимает 4—5 место в стране. Средняя глубина — около 10 м, максимальная — 60 м, размеры — 120 на 40 км, высота над уровнем моря — около 93 м. Из озера вытекает река Пиелисйоки водной системы Невы.
На озере расположено более 1200 островов.
Крупнейшие населённые пункты на реке — Юука, Лиекса, Нурмес. На западном берегу озера расположен национальный парк Коли.